# Anders Zachariassen
Anders Zachariassen, né le 4 septembre 1991 à Sønderborg, est un handballeur international danois qui évolue depuis 2020 dans le club de GOG Håndbold.
En équipe nationale du Danemark, il est notamment champion du monde en 2019.

## Palmarès

### En club
- Vainqueur du Championnat d'Allemagne (2) : 2018, 2019
  - Deuxième en 2016, 2017
- Vainqueur de la Coupe d'Allemagne (1) : 2015

### En sélection
- Médaille d'or au Championnat du monde 2021,  Égypte
- Médaille d'or au championnat du monde 2019,  Danemark et  Allemagne
- Médaille d'argent au championnat du monde junior 2011